# Stjärnformat område

En stjärnkonvex mängd behöver inte vara konvex i den vanliga betydelsen.

En mängd som inte är stjärnkonvex.

Ett stjärnformat område eller en stjärnkonvex mängd är inom matematik ett område {\displaystyle \Omega } i ett reellt eller komplext vektorrum där det finns en punkt {\displaystyle {\bar {x}}_{0}\in \Omega } så att det för varje {\displaystyle {\bar {x}}\in \Omega } gäller att hela förbindelsesträckan mellan {\displaystyle {\bar {x}}_{0}} och {\displaystyle {\bar {x}}} ligger i {\displaystyle \Omega }. Det vill säga
{\displaystyle {\bar {x}}_{0}+t({\bar {x}}-{\bar {x}}_{0})\in \Omega }
för alla {\displaystyle {\bar {x}}\in \Omega } och {\displaystyle 0\leq t\leq 1}. Man säger att {\displaystyle \Omega } är stjärnformat med avseende på x0.

## Exempel
- Varje konvex mängd är stjärnformad med avseende på alla sina punkter.
- Om A är en mängd med punkter i Rn så är mängden

{\displaystyle B=\{ta:a\in A,t\in [0,1]\}}
en stjärnkonvex mängd som är stjärnformad med avseende på origo.